# Born to Try
A Born to try egy zongora alapra írt pop-ballada stílusú dal, melyet Delta Goodrem és Audius Mtawarira írt. Az ausztrál énekesnő Innocent Eyes című nagylemezén hallható, melynek zenei producere Ric Wake volt.

## Munkálatok
Delta, aki akkoriban az ausztrál Szomszédok sorozatban szerepelt Nina Tucker szerepében, a műsor keretében adta elő először a dalt (az általa játszott karakter szintén zenei karrierjét próbálta megalapozni), mely sikeresnek bizonyult. Harmadik helyen debütált az ausztrál kislemez eladási listákon, majd első lett, és ez Delta első number-one sikerdala lett. Három hónapig szerepelt a Top 5-ben, és több mint 210.000 példányt adtak el belőle, valamint Ausztráliában a harmadik legkeresettebb kislemez volt 2002-ben. Az Egyesült Királyság-ban a Born to try az eladási listák harmadik helyén nyitott, és 11 hétig szerepelt a Top 40-ben, Új-Zélandon szintén number-one pozíciót sikerült elérnie.
Delta a zenei producer és dalszerző Audius Mtawarira-val közösen írta a dalt az otthonában Sydney-ben. Még 2001-ben találkoztak, Delta erről így nyilatkozott:
"Audius és én nagyon jól megértettük egymást, és a kiadónál is úgy gondolták, hogy írhatnának pár dalt együtt. Eljött a házunkba, anyukám többször meghívta ebédre, és írtunk négy dalt. A Born to try volt az utolsó. Egyszerűen jól megtaláltuk egymást, nem volt rajtunk nyomás, és csak a zene kedvéért zenéltünk."

## Diszkográfiája
Ausztrál CD kislemez
- Born to Try – 4:13
- Born to Try (Graham Stack remix) – 4:14
- Born to Try (original demo) – 4:14

UK CD kislemez 1
- Born to Try
- Born to Try (demo version)
- In My Own Time

UK CD kislemez 2
- Born to Try (radio edit)
- Born to Try (Mash Master mix)
- Longer
- Born to Try (music video)

Hivatalos mixek
- Born to Try (demo verzió)
- Born to Try (Graham Stack remix)
- Born to Try (Mash club mix)
- Born to Try (Mash Master mix)
- Born to Try (Mash radio edit)
- Born to Try (U.S. mix)

## Helyezések a kislemez eladási listákon
| Lista                         | Helyezés |
| ----------------------------- | -------- |
| Ausztrália ARIA Singles Chart | 1        |
| Új-Zéland Singles Chart       | 1        |
| UK Singles Chart              | 3        |
| Írország Singles Chart        | 13       |
| Hollandia Singles Chart       | 18       |
| Svájc Singles Chart           | 58       |

## Fordítás
- Ez a szócikk részben vagy egészben  a   Born_to_Try című angol Wikipédia-szócikk fordításán alapul.  Az eredeti cikk szerkesztőit annak laptörténete sorolja fel. Ez a jelzés csupán a megfogalmazás eredetét és a szerzői jogokat jelzi, nem szolgál a cikkben szereplő információk forrásmegjelöléseként.